# Zaranj (huyện)
Zaranj là một huyện thuộc tỉnh Nimruz, Afghanistan. Dân số thời điểm năm 1999 là 42,298 người.